# Liste der Baudenkmäler im Fasangarten
Auf dieser Seite sind die Baudenkmäler im Münchner Stadtteil Fasangarten im Stadtbezirk 17 Obergiesing-Fasangarten aufgelistet. Zu diesen Baudenkmälern gibt es auch eine Bildersammlung und ein Fotoalbum mit ausgewählten Bildern.
Diese Liste ist Teil der Liste der Baudenkmäler in München. Grundlage ist die Bayerische Denkmalliste, die auf Basis des bayerischen Denkmalschutzgesetzes vom 1. Oktober 1973 erstmals erstellt wurde und seither durch das Bayerische Landesamt für Denkmalpflege geführt und aktualisiert wird. Die folgenden Angaben ersetzen nicht die rechtsverbindliche Auskunft der Denkmalschutzbehörde.

## Baudenkmäler
| Lage                              | Objekt                  | Beschreibung | Akten-Nr.                 | Bild                    |
| --------------------------------- | ----------------------- | --- | ------------------------- | ----------------------- |
| Cincinnatistraße 31 (Standort)    | Family-Theatre          | Ehemaliges Theater der Amerikanischen Siedlung, jetzt Kino, eingeschossiger Bau mit sehr flach geneigtem Walmdach und vorgelagertem Eingangsbau, 1954                                                                                                  | D-1-62-000-9548           | weitere Bilder          |
| Fasangartenstraße 124 (Standort)  | Gasthaus Försterhaus    | Gasthaus, zweigeschossiger Mansardwalmdachbau mit Zwerchhaus und neubarocken Gliederungselementen und Reliefs, bezeichnet 1901; zugehörig ehemalige Remise, jetzt Wohnhaus, erdgeschossiger Mansarddachbau auf winkelförmigem Grundriss, gleichzeitig. | D-1-62-000-1631           | weitere Bilder          |
| Fasangartenstraße 127a (Standort) | Ehemaliger Bahnhof      | Empfangsgebäude zweigeschossiger Blankziegelbau mit Halbwalmdach, mit Vordach an der Bahnsteigseite, verschalten Giebeln und historisierenden Zierformen, um 1900.                                                                                     | D-1-62-000-1632           | weitere Bilder          |
| Fasangartenstraße 127a (Standort) | Ehemalige Bahnhofshalle | Nördlich an das Empfangsgebäude anschließend, eingeschossiger, traufseitiger Blankziegelbau mit Satteldach, um 1900. | D-1-62-000-1632 zugehörig | Ehemalige Bahnhofshalle |
| Fasangartenstraße 127a (Standort) | Schuppen                | Erdgeschossiger Blankziegel- und Holzbau mit Satteldach, um 1900. | D-1-62-000-1632 zugehörig | Schuppen                |
| Fasangartenstraße 133 (Standort)  | Ehemaliges Forsthaus    | Zweigeschossiger, traufseitiger Putzbau mit Satteldach, spätklassizistisch, Mitte 19. Jahrhundert. | D-1-62-000-1633           | weitere Bilder          |
| Kulmbacher Platz (Standort)       | Bildstock               | Tuffstein, mit Gehäuse und reliefiertem Kreuz, 16. Jahrhundert. | D-1-62-000-8532           | weitere Bilder          |
| Kulmbacher Platz 1 (Standort)     | Patrona Bavariae        | Votivkapelle, Putzbau mit Satteldach, dreiseitigem Abschluss und Dachreiter mit Zwiebelhaube, barockisierend, von Georg Berlinger, 1924–1925. | D-1-62-000-3652           | weitere Bilder          |